# Strada degli Scarubbi
Strada degli Scarubbi je bývalá vojenská silnice nalézající se v masivu Pasubio v Vicentinských Alpách, vybudovaná během první světové války. Je dlouhá 10,5 km a začíná v Passo Xomo (1058 m) a končí v Porte del Pasubio (1928 m).

## Historie
Strada degli Scarubbi vybudovala v létě 1915 během první světové války italská armáda, aby zajistila přístup k vrcholové oblasti Pasubio, a tím i k frontové linii. Projížděla po ní nákladní auta, byla však vystavena rakouskému dělostřelectvu z nedalekého Monte Maio, protože byla zaříznuta do severního svahu Monte Forni Alti. Proto se po ní jezdilo za obzvlášť nebezpečných podmínek, zejména v noci a se zhasnutými světlomety. Aby se ztížilo zaměření nepřátelského dělostřelectva, byly vyvinuty speciální techniky pro vyhýbání se rakouskému dělostřelectvu, například zastavování ve vlásenkových zatáčkách mimo dohled.
Kvůli své severní expozici nebyla v zimě a po většinu jara použitelná: tyto faktory si vynutily vybudování silnice s 52 tunely, která byla mnohem bezpečnější, ale nebyla přístupná pro motorová vozidla. Po druhé světové válce byla Strada degli Scarubbi spolu se Strada degli Eroi hlavní přístupovou trasou pro první výletní auta. Od 80. let 20. století byla pro motorovou dopravu uzavřena závorou krátce za Bocchetta Campiglia a dnes je přístupná pouze správcům chaty Rifugio Achille Papa.

## Trasa
Silnice začíná v Passo Xomo (1058 m) a stoupá asi 1,5 km při průměrném 10% sklonu po přírodním asfaltovém povrchu do Bocchetta Campiglia (1216 m). Zde se odpojuje Strada delle 52 Gallerie ‎a je zde dostatek parkovacích míst. Odtud silnice klesá několik set metrů ke křižovatce na Malga Campiglia a poté začíná opět stoupat v přírodním impluviu Caneve di Campiglia, odkud stoupá 12 ostrými zatáčkami po 5,7 kilometru v průměrném sklonu 9,5 % s velmi sugestivními výhledy z vrcholu.
Asi kilometr zůstává silnice rovná, vytesaná do skály pod skalními věžemi Scarubbi, od nichž je odvozen její název. Jedná se o nejexponovanější a nejnebezpečnější úsek, na kterém v jarním období často dochází k malým sesuvům půdy v důsledku tání a deště. Poslední jeden a půl kilometru silnice dále klikatě stoupá až k Porte del Pasubio. Pokračuje však ještě jeden a půl kilometru, i když po mnohem strmějších svazích a s poněkud zničeným povrchem, podél římského oblouku až ke kostelíku Santa Maria del Pasubio poblíž Selletta del Comando, sídla italských důstojníků během konfliktu.

## Dnešní silnice
Strada degli Scarubbi je dnes v podstatě jedinou silnicí, po které se na vrchol Pasubio dostanou motorová vozidla. Její střední část je však vždy po jarních deštích vystavena sesuvům půdy a vyžaduje každoroční značnou údržbu, aby byla bezpečná.
Většina pěších turistů ji volí také jako sestupovou trasu, protože je mnohem kratší než Strada delle 52 Gallerie a využívá zkratek v ostrých zatáčkách Caneve di Campiglia. Spolu se Strada degli Eroi představuje jednu z historicky a krajinářsky nejzajímavějších tras pro horská kola.

## Galerie

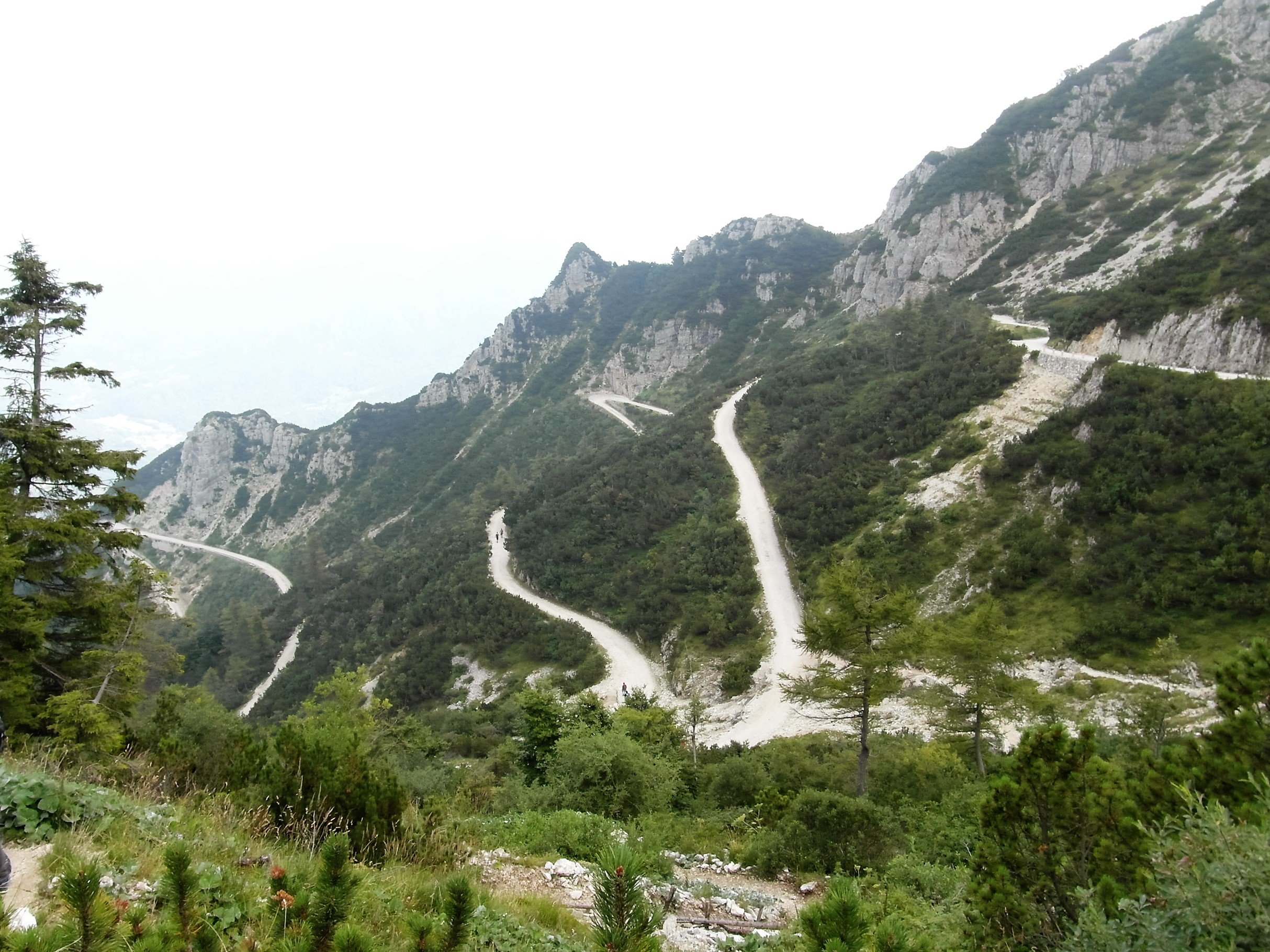
První ostré zatáčky na silnici Strada degli Scarubbi
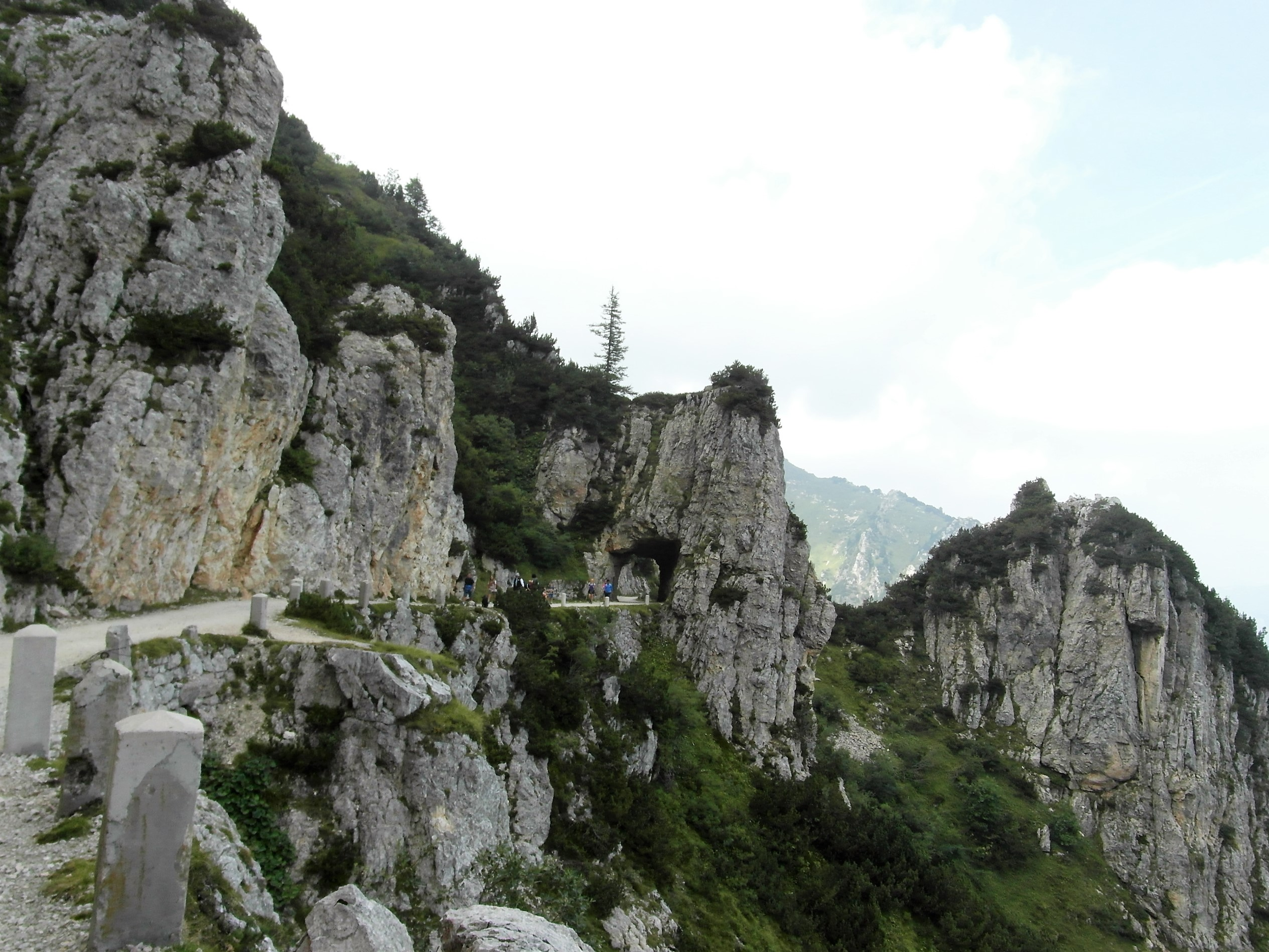
Závěrečná část silnice Strada degli Scarubbi
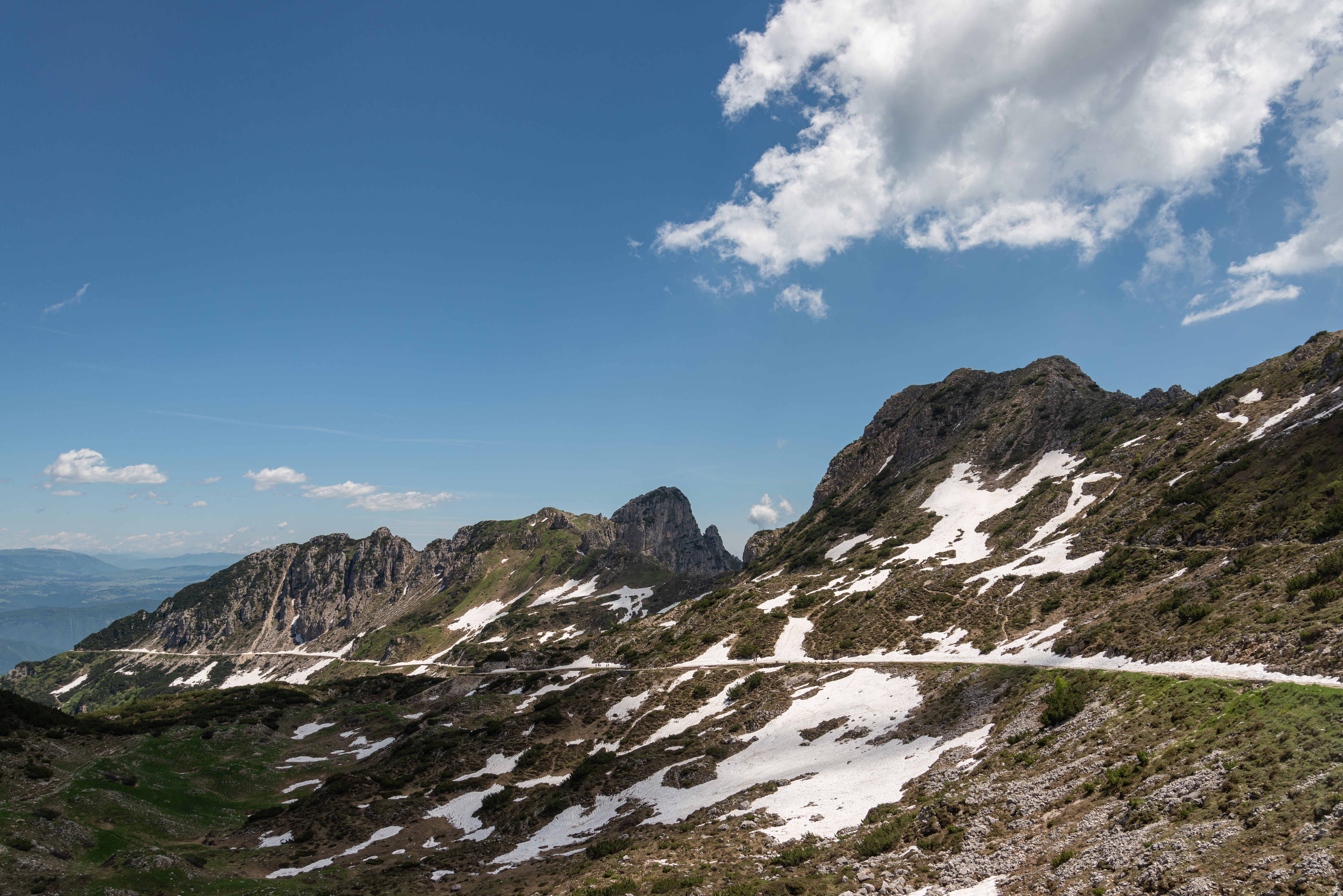
Strada degli Scarubbi
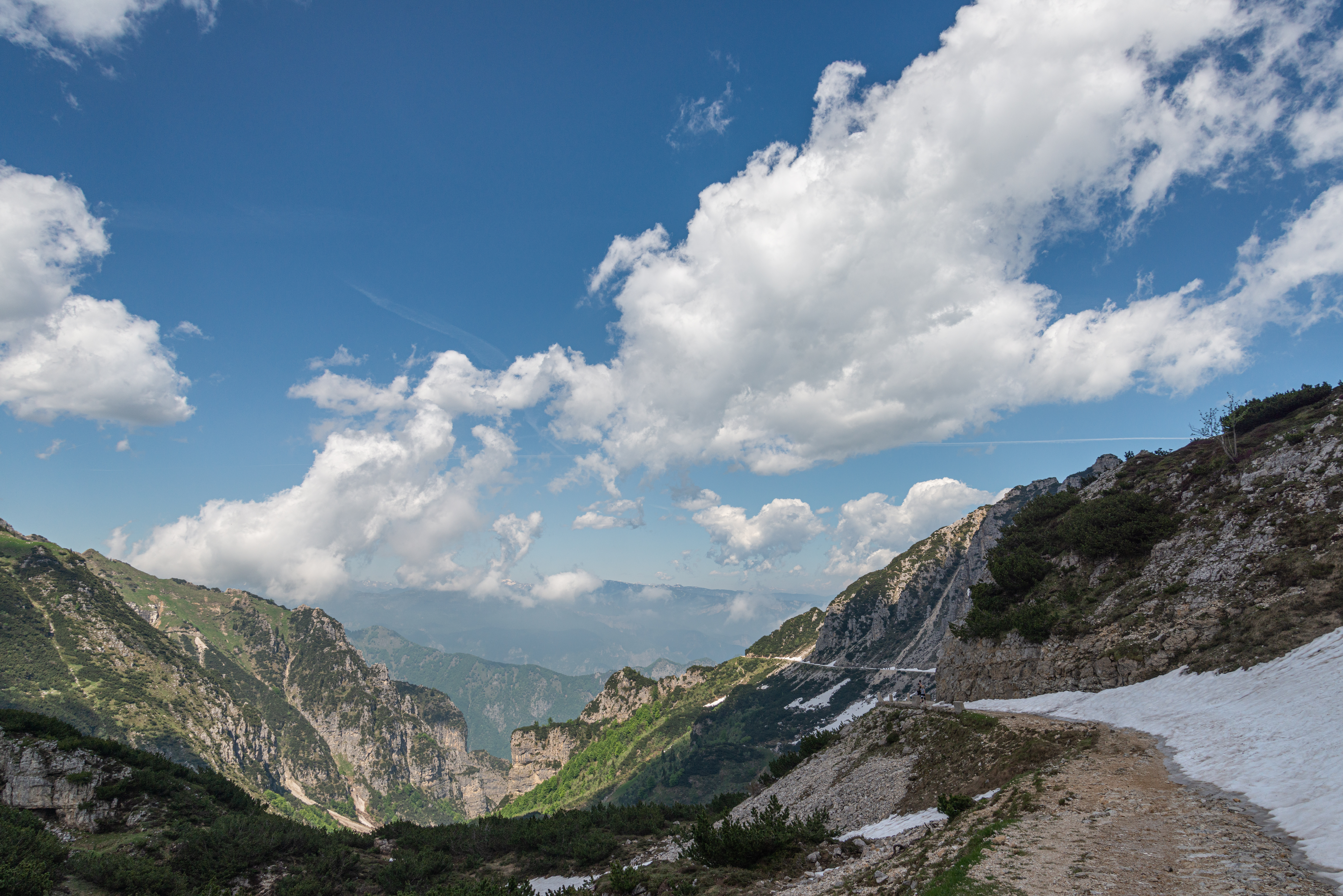
Strada degli Scarubbi
Strada degli Scarubbi